# Llenguatge de programació de baix nivell

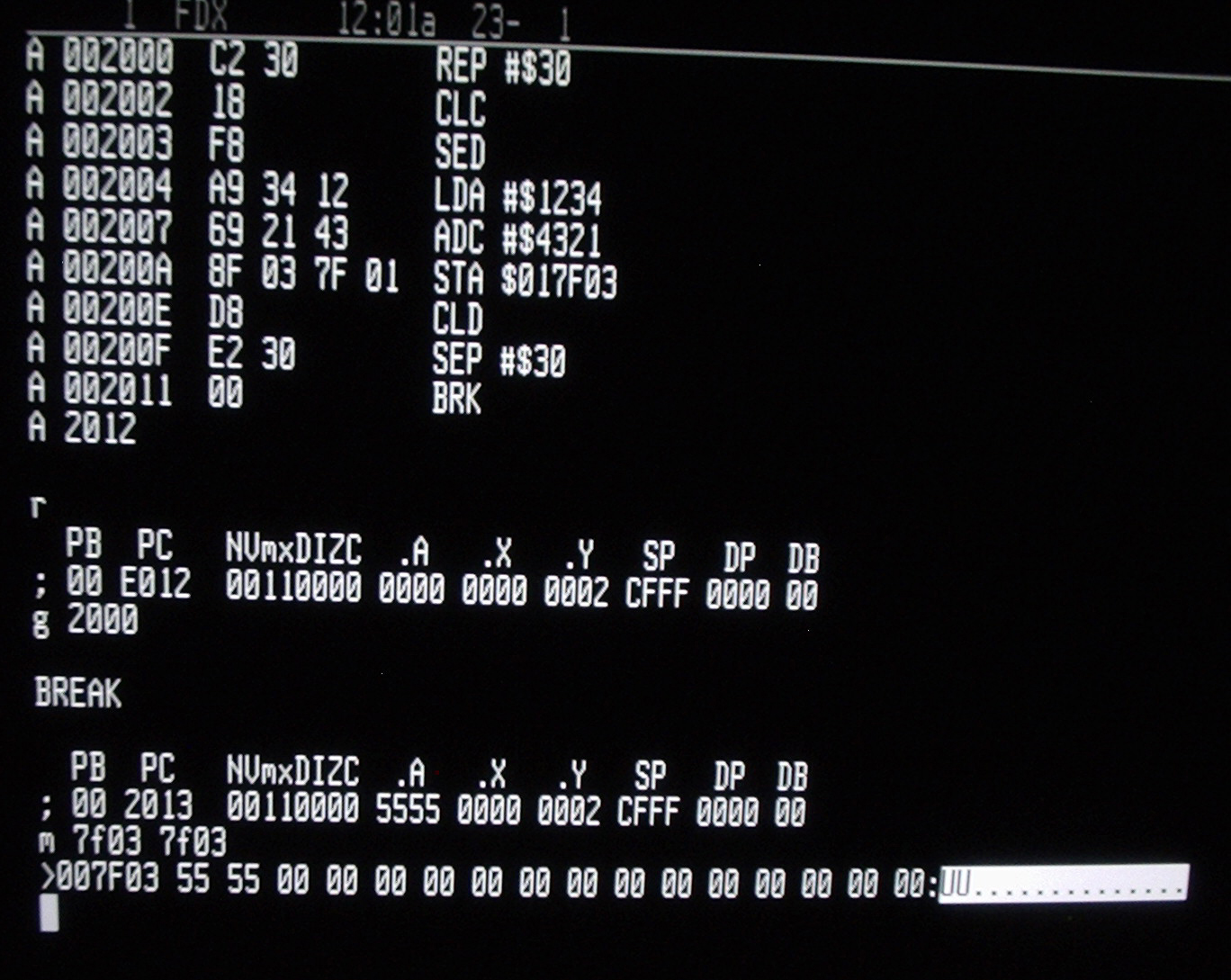
Fig.1 Monitor de llenguatge de baix nivell : codi màquina (segona columna superior) i codi assembler (tercera columna superior).

Un llenguatge de programació de baix nivell és aquell llenguatge de programació que proporciona poca o cap abstracció del microprocessador d'un ordinador. Conseqüentment és fàcilment traslladat a llenguatge de màquina. La paraula "baix" no implica que el llenguatge sigui inferior a un llenguatge d'alt nivell; fa referència a la reduïda abstracció entre el llenguatge i el maquinari.
En general s'utilitza aquest tipus de llenguatge per a programar controladors (drivers). Es treballa a nivell d'instruccions, és a dir, la seva programació és al més fi detall. Està orientat a la màquina. Alguns llenguatges de baix nivell són el llenguatge de màquina, el llenguatge simbòlic i el de programació. El llenguatge de programació té diversos avantatges com una major adaptació a l'equip o la possibilitat d'obtenir la màxima velocitat amb mínim ús de memòria. Però també té importants inconvenients: Impossibilitat d'escriure codi independent de la màquina; major dificultat en la programació i en la comprensió dels programes, el programador ha de conèixer més d'un centenar d'instruccions, cal conèixer en detall l'arquitectura de la màquina.
El llenguatge de programació de primera generació (per les seves sigles en anglès, 1GL), és el llenguatge de codi màquina. És l'únic llenguatge que un microprocessador entén de forma nativa. El llenguatge màquina no pot ser escrit o llegit utilitzant un editor de text i, per tant, és estrany que una persona ho sempre directament.
El llenguatge de programació de segona generació (per les seves sigles en anglès, 2GL), és el llenguatge d'assemblador. Es considera de segona generació perquè, encara que no és llenguatge natiu del microprocessador, un programador de llenguatge d'assemblador ha de conèixer l'arquitectura del microprocessador (com per exemple les particularitats de les seves registres o el seu conjunt d'instruccions).